# Carlos Payan
Pour les articles homonymes, voir Payan.
Carlos Payan, né le 9 avril 1963 à Lons-le-Saunier et mort le 12 octobre 2024 à Vélizy-Villacoublay, est un pasteur protestant évangélique français.

## Biographie

### Jeunesse
Né en 1963, Carlos Payan est le huitième enfant de militants républicains espagnols.

### Parcours religieux
Membre du Mouvement jeunes communistes de France mais de sensibilité « plutôt socialiste », il vend L'Humanité, lorsqu'en 1981, alors âgé de 18 ans, il se convertit au christianisme en lisant le Nouveau Testament. Rapidement, après avoir reçu le baptême — vu comme une « trahison » par sa famille —, il devient adjoint du pasteur d'une Église évangélique, se formant en parallèle à l'Institut biblique décentralisé. De sensibilité charismatique, il s'adonne à l'évangélisation en dehors de son travail d'agent d'entretien à Mâcon.
Inspiré par Émilien Tardif, il intègre en 1997 le comité d'organisation d' « Embrase nos cœurs », où il rencontre des personnalités protestantes mais aussi catholiques qui prétendent détenir le pouvoir de guérir au nom de Jésus. Il commence alors à s'impliquer dans l'œcuménisme.
En 2003, lorsqu'il est muté à Paris, il fonde sa propre association, « Paris tout est possible », sous l'égide de laquelle il organise à partir de novembre 2004 des soirées de « prière » et de « guérison » à Nogent-sur-Marne. En 2005, il parvient à rassembler 2500 personnes. Selon Céline Hoyeau, il devient alors un « orateur apprécié pour son humour, sa simplicité et son côté un peu provocateur », tandis que Xavier Ternisien le présente comme « artiste avant d'être un guérisseur ». Son public est constitué pour une large part de catholiques. Il attire aussi des juifs messianiques et d'anciens musulmans convertis au christianisme. Fort de son succès, il se met à sillonner la France. 
En 2017, il quitte son métier pour s'adonner à plein temps à son activité missionnaire et pratiquer des « guérisons », C'est aussi cette année-là qu'il prend part au jubilé du Renouveau charismatique à Rome, et prie avec le pape François en compagnie d'une centaine d'autres pasteurs évangéliques.
En 2024, il est invité à prendre part à la première Nuit des influenceurs chrétiens, fondée par Paul-Adrien d'Hardemare.

### Décès
Carlos Payan meurt le 12 octobre 2024 à Vélizy-Villacoublay des suites d'une crise cardiaque.

### Vie personnelle
Marié à 22 ans avec Agnès, il a quatre enfants.

## Ouvrages
- Unité, onction, guérison, Paris, Première partie, 2008  (ISBN 978-2-916539-17-1).
- Avec Pierre de La Chapelle et Paul Ohlott, La Guérison divine : vos doutes, mes certitudes, Première partie, 2009  (ISBN 978-2-916539-27-0).
- Comme Marie : humble, servante, obéissante, Première partie, 2010  (ISBN 978-2-916539-41-6).
- Avec Paul Ohlott, Nos cris, nos larmes : sommes-nous libres d'aimer Dieu de tout notre cœur ?, Première partie, 2013  (ISBN 978-2-916539-73-7).
- Nos entrailles de miséricorde, Première partie, 2018  (ISBN 978-2-36526-132-6).